# Есперанса Пелт
«Есперанса Пелт» (нід. Esperanza Pelt) — бельгійський футбольний клуб, який базується в муніципалітеті Пелт. Клуб є членом бельгійської футбольної асоціації під базовим номером 2529. Заснований у 1937 році. Десять років клуб грав у національній серії. Кольори клубу — білий і чорний.